# Barnard 68
| Nebulosa oscura Barnard 68. |
| --- |
| |
| Nombre: Barnard 68 Tipo: Nube molecular / Nebulosa oscura / Glóbulo de Bok Época: J2000.0 Ascensión recta: 17 h 22 m 38.2 s Declinación: -23°49′34″ Distancia: 500 años luz Constelación: Ophiuchus Radio: 0.25 años luz Nombres: Barnard 68 , LDN 57 |

Barnard 68 es una nube molecular pequeña, también una nebulosa oscura, y a la vez un glóbulo de Bok. Se encuentra hacia la constelación de Ofiuco (Ophiuchus), y está dentro de nuestra galaxia a una distancia de unos 500 años luz, tan cerca que la imagen no muestra ninguna estrella entre ella y nosotros.
El astrónomo estadounidense Edward Emerson Barnard agregó esta nebulosa a su catálogo de nebulosas oscuras en 1919. Este catálogo incluye alrededor de 350 objetos y fue publicado en 1927. Debido a su opacidad, su interior es extremadamente frío, la temperatura es de unos 16 K (-257 °C). Su masa es unas dos veces la del Sol y mide alrededor de medio año luz de diámetro.

## Características
Como toda la materia interestelar, Barnard 68 está compuesta mayormente por hidrógeno gaseoso, pero también por una pequeña proporción de partículas sólidas que conforman el polvo cósmico. Cuando la temperatura de una nube es lo suficientemente baja, el hidrógeno se encuentra formando moléculas de dos átomos cada una (H2). De allí la denominación de nube molecular. Barnard 68 es una nube muy pequeña, en comparación con las nubes moleculares gigantes que existen en nuestra galaxia. Su relativamente alta densidad de gas y polvo la vuelven opaca a la luz. Por ello entra también en la categoría de nebulosa oscura. Otros ejemplos conocidos de nebulosas oscuras son la nebulosa Cabeza de Caballo en la constelación de Orión, y la nebulosa Saco de Carbón que está junto a la Cruz del Sur (constelación Crux), ambas de mayor tamaño que Barnard 68. Finalmente, se está ante la presencia de un glóbulo de Bok cuando la nebulosa oscura es de tamaño relativamente pequeño. Esta categoría de nebulosas es relevante debido a que podrían ser el antecesor inmediato en la formación de nuevas estrellas. Barnard 68 es por eso también un glóbulo de Bok.
A pesar de ser opaco a las longitudes de onda de luz visible (aproximadamente entre 400 y 700 nanómetros), el uso del telescopio VLT en Cerro Paranal, ha revelado la presencia de unas 3700 estrellas de fondo de la Vía Láctea bloqueadas por la nube, unas 1000 de las cuales son visibles en longitudes de onda infrarrojas.  Cuidadosas mediciones del grado de oscurecimiento han permitido obtener una idea precisa de la distribución del polvo dentro de la nube. Tener una nube oscura en la vecindad solar facilita enormemente la observación y medición. Si no es afectada mayormente por fuerzas externas, las nubes de polvo están en equilibrio causado por la presión hacia fuera producida por los movimientos térmicos de las partículas de la nube (átomos o moléculas), y la presión hacia el interior debida a las fuerzas gravitacionales generadas por las mismas partículas. Para que la nube se convierta en una estrella, la gravedad debe ser lo suficientemente alta como para provocar el colapso, y llegar a una temperatura y densidad tal que la fusión pueda ser sostenida. Cuando esto sucede, ha nacido una estrella de la secuencia principal del diagrama HR, que produce energía en un estado de equilibrio entre ambas presiones.
La masa de la nube Barnard 68 es aproximadamente el doble que la del Sol, y mide alrededor de medio año luz de diámetro. Los bordes bien definidos y otras características de Barnard 68, muestran que está próxima al colapso gravitacional, que podría producirse en los próximos 100 000 años. De ser así, Barnard 68 está en camino de convertirse en una o varias estrellas.